# American Standard (James Taylor)
American Standard è un album in studio del cantautore statunitense James Taylor, pubblicato nel 2020.

## Tracce
1. My Blue Heaven – 2:43 (Walter Donaldson, George A. Whiting)
2. Moon River – 3:13 (Henry Mancini, Johnny Mercer)
3. Teach Me Tonight – 2:58 (Gene de Paul, Sammy Cahn)
4. As Easy as Rolling Off a Log – 2:50 (M.K. Jerome, Jack Scholl)
5. Almost Like Being in Love – 3:42 (Frederick Loewe, Alan Jay Lerner)
6. Sit Down, You're Rockin' the Boat – 4:11 (Frank Loesser)
7. The Nearness of You – 3:52 (Hoagy Carmichael, Ned Washington)
8. You've Got to Be Carefully Taught – 2:26 (Richard Rodgers, Oscar Hammerstein II)
9. God Bless the Child – 3:21 (Billie Holiday, Arthur Herzog Jr.)
10. Pennies from Heaven – 2:52 (Arthur Johnston, Johnny Burke)
11. My Heart Stood Still – 3:27 (Richard Rodgers, Lorenz Hart)
12. Ol' Man River – 2:53 (Jerome Kern, Oscar Hammerstein II)
13. It's Only a Paper Moon – 3:11 (Harold Arlen, Yip Harburg, Billy Rose)
14. The Surrey with the Fringe on Top – 3:20 (Richard Rodgers, Oscar Hammerstein II)

## Premi
Grammy award 2021 Miglior album pop tradizionale (Best Traditional Pop Vocal Album)